# Dominez Burnett
Dominez Burnett, né le 28 octobre 1992, à Flint, au Michigan, est un joueur américain de basket-ball. Il évolue au poste d'arrière.

## Palmarès
- Championnat de Lettonie :
  - Vainqueur : 2018
- Coupe d'Italie LNP :
  - Vainqueur : 2019